# قمری‌های زنایدا
'قمری‌های زنایدا (نام علمی: Zenaida) سردهٔ کوچکی از قمری‌های آمریکایی از خانواده کبوتران را تشکیل می‌دهند.
این سرده در سال ۱۸۳۸ توسط طبیعت‌شناس فرانسوی چارلز لوسین بناپارت معرفی شد. این نام به یاد همسرش، Zénaïde Laetitia Julie Bonaparte، خواهرزاده ناپلئون بناپارت است. گونه نماد آن قمری زنایدا، Zenaida aurita است.
این سرده دارای هفت گونه است.